# Myrsine myricifolia
Myrsine myricifolia är en viveväxtart som beskrevs av Asa Gray. Myrsine myricifolia ingår i släktet Myrsine och familjen viveväxter. Inga underarter finns listade i Catalogue of Life.